# Practolol
Practolol es un fármaco bloqueador de los receptores β1 (o sea "cardioselectivo") , es decir que sus acciones son específicas en el corazón antes de llegar a ser efectivas en el pulmón y suele ser usado para el tratamiento de emergencias causadas por trastornos del ritmo cardíaco. 
El practolol salió al mercado en los años 1970 en el Reino Unido para uso en pacientes asmáticos. Sin embargo, comenzó con rapidez a producir efectos indeseados con una incidencia aproximada de 1:500. Poco después su uso menguó dando paso a otros beta bloqueantes, incluyendo el atenolol, un análogo cardioselectivo del practolol.